# Lancia 3Ro
Lancia 3Ro es un camión pesado con tracción 4x2 fabricado por la firma Lancia Veicoli Industriali para uso industrial y militar. Fue lanzado al mercado en 1938 y se comercializó hasta 1949, cuando fue reemplazado por el Lancia Esatau.

## Historia
La Serie 464 en la nomenclatura interna de la empresa, nació a finales de 1937 para satisfacer las necesidades de transporte pesado civil y militar, como una evolución del anterior Lancia Ro . Fue adquirido por el Regio Esercito en 1938, que lo utilizó en todos los frentes de la Segunda Guerra Mundial en un número de 9490 ejemplares; además se fabricaron 1500 para usos civiles. En el servicio demostró ser excepcionalmente robusto y fiable en todo tipo de clima. Se fabricó hasta 1947 con una producción total de casi 11 000 unidades.
Después del armisticio, la producción continuó a favor de los alemanes. La Wehrmacht, entre los medios depredados y los de nueva producción, tenía en servicio 772 Lancia 3Ro, que utilizó en Italia y los Balcanes. Se produjo un lote de 100 camiones con la cabina alemana estandarizada de madera "Einheits". Después de la guerra permaneció en servicio con el ejército italiano hasta 1965.

## Características
El motor, frontal, es un Lancia tipo 102 Diésel de cuatro tiempos 5 cilindros en línea de 6875 cc y desarrolla 93 CV a 1860 rpm. Inicialmente tenía el volante de arranque por inercia con un conector flexible  y sistema de manivela la puesta en marcha que, después de la guerra, fue reemplazado con un arranque eléctrico. El sistema eléctrico de 12 V sirve únicamente para la iluminación y señalización, a través de una dínamo Marelli D90R3 12/1100, pero sin ningún tipo de batería. La tracción tiene una transmisión con bloqueo de diferencial manual. El cambio de velocidades consiste en caja de cambios mecánica de 4 velocidades + reversa normal y reductoras de 4 velocidades + marcha atrás reductora con embrague en seco de un solo plato.
Las ruedas tienen neumáticos radiales de acero, 270X20; los dobles ejes traseros, están equipados con suspensión de ballesta y los frenos tipo mandíbula y expansión eran servoasistidos de accionamiento mecánico con tambores en las cuatro ruedas, además contaba de freno de mano hidráulico de emergencia también en las cuatro ruedas El bastidor está formado por los travesaños rectos de acero, conectados por miembros transversales soldados con 5 y 2 pernos que sostienen el motor. La distancia entre ejes es 4,30 m. Más adelante hay un cabrestante de 9500 kg.